# Herbert Jansky
Herbert Jansky (* 25. Juni 1898 in Wien; † 12. März 1981 ebenda) war ein österreichischer Islamwissenschaftler und Turkologe.

## Leben
Jansky besuchte das humanistische Gymnasium im 13. Gemeindebezirk und machte dort 1917 die Matura. Noch als Gymnasiast hatte er die K. u. K. öffentliche Lehranstalt für orientalische Sprachen besucht.
Ab 1917 studierte Jansky im Orientalischen Institut der Universität Wien Orientalistik islamwissenschaftlicher Ausrichtung u. a. bei Friedrich Kraelitz, Rudolf Geyer, Wilhelm Czermak und Adolf Grohmann. 1922 wurde Jansky mit der Dissertation Die Eroberung Syriens durch Sultan Selim I. zum Dr. phil. promoviert. Von 1921 bis 1923 studierte er Rechtswissenschaften an der Universität Wien und an der Hochschule für Welthandel. Von 1923 bis 1930 war er Konsulent der Österreichisch-Orientalen Handelskammer in Wien. Von 1923 bis 1931 war er Sachbearbeiter für Türkei und Griechenland beim Legislativen Informationsdienst der Österreichischen Handelskammern. Seit 1928 war er als beeideter Gerichtsdolmetscher am Oberlandesgericht für Türkisch und Arabisch, ab 1930 auch für Persisch und Neugriechisch. Noch vor 1931 wurde er Mitglied der Deutschen Morgenländischen Gesellschaft. 1931 nahm Jansky am Pfrimer-Putsch teil.
1933 habilitierte sich Jansky in Wien für Turkologie. Von 1933 bis 1940 war er als Privatdozent, ab 1940 als Professor an der Universität Wien tätig. Nach dem Anschluss Österreichs beantragte Janksy am 29. Mai 1938 die Aufnahme in die NSDAP und wurde rückwirkend zum 1. Mai desselben Jahres aufgenommen (Mitgliedsnummer 6.165.041).
Wie alle deutschen Türkei-Experten der damaligen Zeit unterstützte auch Jansky die nationalistischen Bestrebungen aserbaidschanischer Politiker. Dies geschah im Einklang mit einer antikommunistischen Linie, die Nationalbewegungen gegen die Sowjetunion unterstützte. In diesem Sinne schrieb Jansky: „So haben auch die Türken Rußlands dadurch, daß sie, obgleich jahrhundertelang der Bedrängnis durch einen erbarmungslosen Feind ausgesetzt, ihr völkisches Dasein und ihre angestammte Religion, den Islam, erhalten“, ein einheitliches und starkes sowjetisches Türkentum sei ein „höchst wertvolles Kulturelement“. Das Türkentum hielt er für „wohl eine der wertvollsten und ruhmvollsten Rassen der Welt“. Jansky beschrieb auch völkische Parallelen zwischen Deutschen und Türken als Opfergemeinschaften: „Den Kampf der Türken Rußlands und die von ihnen für das hohe Ziel gebrachten Opfer kann gerade das deutsche Volk, das lange Jahre der Erniedrigung erlebt hat und dann durch seinen großen Führer gerettet wurde, um schließlich in den letzten Jahren sehr glückliche Tage zu erleben, voll begreifen und ermessen. Unter jenen, die sich bemühen, die Größe des Türkentums und seine nationale Sendung in unserem Jahrhundert dem deutschen Volke näherzubringen, befinde auch ich mich seit langer Zeit und werde ich mich immer befinden.“
Ab 1940 lehrte Jansky Türkisch und Neugriechisch an der Hochschule für Welthandel. Ab 1940 war er zudem als außerplanmäßiger Professor an der Universität Wien tätig. Als es Mitte 1942 um die Besetzung des Lehrstuhls für Turkologie in Wien ging (Janskys Konkurrent in dieser Sache war Herbert W. Duda), hieß es von Seiten des Nationalsozialistischen Deutschen Dozentenbundes an die Partei-Kanzlei, Jansky gelte als „politisch […] völlig einwandfrei. Er gehörte seinerzeit dem nationalen Flügel des Heimatschutzes an“. Es wurde positiv auf seine Teilnahme am Pfrimer-Putsch und die Tatsache abgehoben, dass er im Sommer 1932 „mit seinen nationalen Kameraden die Hakenkreuzbinde auf der Heimatschutzuniform getragen“ habe. Auch das Amt Rosenberg präferierte Jansky, da er gegenüber Duda als „zweifellos“ aktiver gelte und Jansky „als ein ausgezeichneter Kenner sowohl der türkisch-englischen wie auch der türkisch-bolschewistischen Beziehungen gilt, insbesondere der Wirtschaftsbeziehungen, und dass er besonders auch aus diesem Grund positiv zu beurteilen ist“. Letztlich setzte sich jedoch das Reichsministerium für Wissenschaft, Erziehung und Volksbildung gegenüber den Parteistellen durch und gab Duda den Vorzug.
In einem Brief Janskys an das Hauptamt Wissenschaft des Beauftragten des Führers (Amt Rosenberg) vom 13. Juni 1943 teilte er diesem mit, die „engeren und weiteren Fachkollegen im Dozentenbunde“ und die „Reichsführung der SS“ hätten bereits „lebhaftes Interesse“ an seiner Arbeit gezeigt; darüber hinaus teilte Jansky dem Hauptamt Wissenschaft mit, dass er „Ihnen und allen anderen Stellen, die auf meine Mitarbeit Wert legen sollten, im jeweils gewünschten Ausmasse stets zur Verfügung“ stehe. Tatsächlich hatte Duda bereits Ende 1942 ein Negativgutachten über Max Krause für das Hauptamt Wissenschaft in der Frage der Besetzung der Zweigstelle Sarajewo des Deutschen Wissenschaftlichen Instituts Zagreb abgeliefert (hier setzte sich letztlich Krauses Konkurrent Karl Garbers durch). Und schon im Mai 1943 hatte das Amt Rosenberg in der Sache der Besetzung des Deutschen Wissenschaftlichen Instituts Sofia Jansky gebeten, ein Gutachten über Duda anzufertigen. Das wenige Tage später erstellte Gutachten Janskys über Duda fiel eindeutig negativ aus, dennoch erhielt Duda den Zuschlag.
Gegen Kriegsende gehörte Jansky als Leiter der Abteilung Folkloristik zur „Arbeitsgemeinschaft Turkestan“ der Deutschen Morgenländischen Gesellschaft, die Ende 1944 auf Betreiben des SS-Obersturmbannführers Reiner Olzscha gegründet worden war.
Nach 1945 war Jansky wieder als beeideter Gerichtsdolmetscher am Oberlandesgericht Wien beschäftigt. Auch lehrte er, als tit. a. o. Professor, bis 1968 an der Universität Wien. 1962 war er Mitbegründer der Orient-Akademie der Hammer-Purgstall-Gesellschaft, in der er bis zu seinem Tod lehrend tätig blieb.

## Werk
Zu Janskys bekanntesten Werken zählen sein Lehrbuch der türkischen Sprache (1943) und sein zwei Bände umfassendes Deutsch-türkisches Wörterbuch (1958/61). Wissenschaftlich bedeutsamer dürften seine Arbeiten zur türkischen Dialektologie, zur Erforschung der türkischen Volkslieder und zur osmanischen Geschichte sein. In diesem Zusammenhang sind zu nennen Krimtatarische Gesänge (1930) und Baschkirische Gesänge (1939), beides Abteilungen des mehrteiligen und von Robert Lach herausgegebenen Werkes Gesänge russischer Kriegsgefangener, außerdem Kasantatarische, mischärische, westsibirisch-tatarische, nogaitatarische, turkmenische, kirgisische und tscherkessisch-tatarische Gesänge im ebenfalls von Lach herausgegebenen Volksgesänge von Völkern Russlands (1952).